# Michał Ignerski
Michał Jakub Ignerski (Lublino, 13 agosto 1980) è un ex cestista polacco.

## Carriera

### Club
Nato a Lublino il 13 agosto 1980, Michał Ignerski ha frequentato il college alla Mississippi State University, chiudendo la sua stagione da senior (2002-03) con una media di 9 punti e 4,8 rimbalzi a partita.
È tornato quindi in Polonia, giocando due anni allo Śląsk Wrocław, con cui ha vinto due volte la Coppa di Polonia e ha disputato l'Eurolega 2003-04 e la ULEB Cup 2004-2005. Nella stagione successiva si è trasferito al WTK Anwil Włocławek, con cui ha disputato la ULEB Cup 2005-2006, chiusa con 14,3 punti e 3,8 rimbalzi a partita.
Nell'estate del 2006 Ignerski si è quindi trasferito per quattro anni in Spagna, tre al Siviglia e uno a San Sebastián.
Nel 2010-2011 ha giocato in Turchia, al Beşiktaş (11,9 punti e 4,4 rimbalzi di media nell'Eurocup 2010-2011), mentre la stagione successiva è andato nella VTB United League con il BK Nižnij Novgorod (14,6 punti di media) e poi, da marzo 2012, con il Lokomotiv Kuban.
Nella stagione 2012-13 Ignerski si è trasferito nel campionato italiano, firmando con la Dinamo Basket Sassari (12,2 punti di media a match), con cui ha partecipato all'Eurocup 2012-2013. Ha iniziato la stagione successiva sempre in Italia, con la Pallacanestro Virtus Roma, per tornare poi in Russia nel gennaio 2014, al Krasnye Kryl'ja Samara, con cui ha fatto registrare delle buone prestazioni (18,6 punti e 4,8 rimbalzi di media nella VTB United League 2013-2014 e 16,7 punti di media nell'EuroChallenge 2013-2014).
Ignerski ha quindi giocato in Francia la stagione 2014-15, al Le Mans Sarthe Basket, prendendo parte sia al campionato francese sia all'EuroChallenge.
Dopo qualche mese di inattività, l'11 febbraio 2016 ha firmato per la Pallacanestro Cantù, ritornando così in Italia.

### Nazionale
Ignerski ha vestito la maglia della nazionale polacca, partecipando agli Europei del 2009 e a quelli del 2013.

## Palmarès
- Campionato polacco: 1

Włocławek: 2018-19
- Coppa di Polonia: 2

Śląsk Breslavia: 2004, 2005